# Bauhinia ovatifolia
Bauhinia ovatifolia är en ärtväxtart som beskrevs av T. Chen. Bauhinia ovatifolia ingår i släktet Bauhinia och familjen ärtväxter. Inga underarter finns listade i Catalogue of Life.